# Eurystyles
Eurystyles es un género de orquídeas epifitas. Es originario de América tropical.
Se compone de especies epífitas que viven en los bosques sombríos, en las ramas o enredaderas cubiertas de musgo, donde nunca falta de humedad, en el Caribe y el sur de México hasta Argentina, pero ausente en Chile y Uruguay.

## Taxonomía
El género fue descrito por el botánico y explorador austríaco Heinrich Wawra von Fernsee en Oesterreichische Botanische Zeitschrift 13: 223, en el año 1863, caracterizado por la especie tipo Eurystyles cotyledon Wawra. Este género fue creado originalmente subordinado a la familia  Zingiberaceae.
Eurystyles es un género cercano de Lankesterella , de la que se diferencia por tener grandes brácteas florales y, por regla general, más flores que las segundas, por otra parte, están dispuestas en espiral, en la inflorescencia que es colgante, mientras que en Lankesterella las flores son pocas y generalmente de cara a un lado, además la inflorescencia es mucho más vertical. Ambos géneros están compuestos de plantas que miden menos de cinco centímetros de altura, perennifolias, de color verde claro, brillantes, eventualmente pubescentes y formando una roseta compacta.

## Etimología
El nombre del género proviene del griego eury , amplia y stylis columna.

## Especies
A continuación se brinda un listado de las especies del género Eurystyles aceptadas hasta mayo de 2011, ordenadas alfabéticamente. Para cada una se indica el nombre binomial seguido del autor, abreviado según las convenciones y usos y la publicación válida.
- Anexo:Especies de Eurystyles